# Jules Busschop
Jules Auguste Guillaume Busschop (Parijs, 10 september 1810 - Brugge, 10 februari 1896) was een Belgisch componist en dichter.

## Levensloop
Busschop was de zoon van François Busschop (1763-1840) die, na een juridische carrière voor, tijdens en na de revolutiejaren in Brugge te hebben doorlopen, in 1798 werd benoemd tot rechter en in 1800 tot raadsheer aan het Hof van Cassatie in Parijs. Op 19 mei 1796 was hij getrouwd met de elf jaar jongere Isabelle-Cécile Breydel (1774-1851). Aangezien ze vanwege de held van 1302, en vanwege haar broer, Charles Breydel, de enige Bruggeling die als 'patriot' sneuvelde in 1790, een in Brugge vleiende familienaam droeg, noemde hij zich voortaan Busschop-Breydel. Ze kregen vier zoons, waarvan er twee vroeg stierven. Raadsheer Busschop werd benoemd tot Chevalier d'Empire, titel die hij ook na de val van Napoleon bleef dragen, zoals na hem zijn oudste zoon deed.
Jules Busschop nam harmonieles in Parijs bij de bescheiden leraar P.-A. Granghon. Zijn eerste composities werden begeleid door François-Antoine Habeneck (1781-1849) en Rudolphe Kreutzer (1766-1831). In 1828 werd zijn vader emeritus en ging het echtpaar met de ongehuwde zoon Jules, in Brugge wonen langs de Sinte-Annarei. Busschop studeerde er verder als autodidact harmonie, contrapunt en muzikale vormleer. Hij gaf ook lessen aan de latere conservatoriumleraar Jan De Stoop (1824-1898).
Hij kreeg nationale bekendheid als componist en hij werd zelfs de 'Brugse Beethoven' genoemd, hoewel zijn faam na verloop van jaren stilaan wegdeemsterde. In 1883 werd hij corresponderend lid van de klasse voor schone kunsten in de Koninklijke Académie van België. Hij was lid van de Société des Mélomanes in Gent en werd officier in de Leopoldsorde. Hij zetelde ook herhaaldelijk in de jury voor de toekenning van de Romeprijs voor componisten.

## Composities
- Le Drapeau Belge, cantate (1834). Hij was hiermee laureaat in een wedstrijd met 34 deelnemers en werd na de uitvoering voorgesteld aan de koning en de koningin.
- Symphonie à grand orchestre en la mineur (1836)
- Cantate voor de inhuldiging van het standbeeld van Simon Stevin in Brugge, op tekst van Armand Inghels (1846). Na de première in Brugge werd het werk ook in Brussel uitgevoerd op het zangfeest van het Vlaemsch-Duitsch Zangverbond.
- Mis voor het huwelijk van Prins Leopold met Maria-Hendrika (1853)
- Te Deum (1860) voor uitvoering op 21 juli in de Sinte-Goedelekerk
- Memlingcantate voor de inhuldiging van het standbeeld van Hans Memling in Brugge (1871)
- La Toison d'Or, lyrisch drama in drie bedrijven (1874)
- Daarnaast componeerde Busschop heel wat ouvertures en werken voor viool en piano; vocaal werk met onder meer missen en motetten.

Weinig van zijn werken werden gepubliceerd. Ze berusten in handschrift in de archieven van het Koninklijk Conservatorium in Gent en van de Sint-Walburgakerk in Brugge.

## Poëzie
Tegen het einde van zijn leven begon Busschop te dichten. Hij publiceerde:
- Miscellanées poétiques. (1885)

Hij publiceerde ook een curieus werkje van de hand van zijn broer Paul:
- Recherches sur le jeu du solitaire, oeuvre posthume du Chevalier Paul Busschop, publiée par les soins de son frère Jules Busschop (Brugge, Daveluy, 1879, 346 blz.)

De broer, ridder Paul-Jean Busschop (Parijs 15/02/1799 - Brugge 3/09/1877) was getrouwd in Brugge op 9 juni 1825 met zijn nicht Maria Francisca Bouvy (°Brugge 1806), dochter van Pieter Bouvy en Maria Busschop. Het echtpaar had drie kinderen.